# Thiếu nữ tỏa sáng
Thiếu nữ tỏa sáng (tiếng Trung: 闪光少女), tựa tiếng Anh Our Shining Days, là một bộ phim âm nhạc tuổi teen của Trung Quốc được phát hành vào năm 2017 với sự tham gia của các diễn viên trẻ Từ Lộ và Bành Dục Sướng. Bộ phim đã nhận được nhiều đánh giá tích cực, đặc biệt là diễn xuất của nữ diễn viên chính Từ Lộ và miêu tả cuộc đấu tranh của nhóm thiểu số của dàn nhạc truyền thống Trung Quốc và những fan của Otaku.

## Tóm tắt
Trong một ngôi trường âm nhạc, các sinh viên của khoa âm nhạc truyền thống Trung Quốc và âm nhạc cổ điển phương Tây không hòa hợp với nhau, thường xuyên xung đột. Trần Kinh, một nữ sinh bộ môn Dương cầm (nhạc cụ Trung Quốc) có tính cách khá kỳ quặc nhưng tài năng, ban đầu không quan tâm đến sự ganh đua, cho đến khi cô phải lòng thần đồng piano Vương Văn. Bực mình vì sự thờ ơ và định kiến của anh chàng đối với các nhạc cụ truyền thống Trung Quốc, cô quyết tâm chứng minh bản thân với anh ta bằng cách thành lập ban nhạc của riêng mình, trong đó có người bạn thân nhất của cô cũng là người thầm yêu cô - Lý Do và bốn cô gái Otaku, những người ban đầu đồng ý tham gia chỉ vì Trần Kinh đã hứa sẽ mua cho họ những mô hình nhân vật anime đắt tiền. Họ đặt tên cho ban nhạc của mình là "2.5 Dimension", nghĩa là sự pha trộn giữa thế giới 2D và 3D, vì người Otaku tự coi mình là người sống ở chiều thứ hai. Họ biểu diễn tại một hội nghị Hoạt hình, Truyện tranh và Trò chơi, và sau sự thờ ơ ban đầu, đám đông đã chuyển sang cổ vũ cho họ.
Họ cũng biểu diễn cho Vương Văn nhưng anh ta công khai từ chối tình cảm của Trần Kinh và sỉ nhục âm nhạc truyền thống Trung Quốc. Bị từ chối, Trần Kinh chọn cách giải tán ban nhạc. Bốn cô nàng Otaku, những người dần đã yêu ban nhạc, đã tức giận và từ chối món quà như đã hứa của Trần Kinh. Mẹ của Trần Kinh nói với cô về việc dương cầm là một phần của cô và cô không thể từ bỏ việc chơi nó mà không có sự cho phép của nó. Vị lãnh đạo trường thông báo kế hoạch hủy bỏ khoa âm nhạc truyền thống Trung Quốc nhưng các thành viên ban đầu của 2.5 Dimension được các sinh viên khác ủng hộ tham gia để phản đối. Sau khi lãnh đạo trường tiếp tục từ chối, họ tổ chức một cuộc thi âm nhạc với các sinh viên âm nhạc cổ điển phương Tây. Một thanh tra đến trường và cả hai dàn nhạc đã cùng biểu diễn, nhưng các sinh viên nhạc cổ điển không thể theo kịp dàn nhạc truyền thống và thua cuộc. Dàn nhạc truyền thống sau đó tranh thủ sự giúp đỡ của dàn nhạc cổ điển để lẻn vào và chơi không chính thức sau buổi biểu diễn của họ, được phát sóng trực tiếp. Họ chơi đúng vào cuối, và được đánh giá cao.

## Nhân vật
- Từ Lộ trong vai Trần Kinh, chuyên chơi Đàn tam thập lục
- Bành Dục Sướng trong vai Lý Do, nghệ sĩ bộ gõ chơi trống Trung Quốc
- Lưu Vịnh Hi trong vai Tiểu Mai, chơi đàn tranh
- Lý Nặc trong vai Ying Zi, chơi đàn nhị
- Lộ Chiếu Hoa trong vai Beibei, chơi Đàn nguyệt
- Hàn Trọng Vũ trong vai Tata, chơi đàn tỳ bà
- La Minh Cật trong vai Vương Văn, chơi piano
- Trần Vũ Tư trong vai Trịnh Hữu Ân, chơi violin
- Trần Dịch Tấn là quan chức của Bộ Giáo dục
- Diêm Nghê trong vai bà Trần
- Cảnh Lạc trong vai ông Trần

## Giải thưởng
| Năm  | Giải thưởng                                                                   | thể loại                                   | Người nhận     | Kết quả   |
| ---- | ----------------------------------------------------------------------------- | ------------------------------------------ | -------------- | --------- |
| 2017 | Liên hoan phim quốc tế Thượng Hải lần thứ 20, Giải thưởng tài năng mới châu Á | Nam diễn viên chính xuất sắc nhất          | Bành Dục Sướng | Đề cử     |
| 2017 | Liên hoan phim quốc tế Thượng Hải lần thứ 20, Giải thưởng tài năng mới châu Á | Nữ diễn viên xuất sắc nhất                 | Từ Lộ          | Đề cử     |
| 2017 | Giải thưởng Truyền thông Kênh Phim Trung Quốc lần thứ 14                      | Nữ diễn viên xuất sắc nhất                 | Từ Lộ          | Đề cử     |
| 2017 | Giải thưởng Truyền thông Kênh Phim Trung Quốc lần thứ 14                      | Nữ diễn viên mới xuất sắc nhất             | Từ Lộ          | Đoạt giải |
| 2017 | Giải thưởng Truyền thông Kênh Phim Trung Quốc lần thứ 14                      | Phim điện ảnh hay nhất                     |                | Đoạt giải |
| 2017 | Giải thưởng Truyền thông Kênh Phim Trung Quốc lần thứ 14                      | Đạo diễn mới xuất sắc nhất                 | Vương Nhiên    | Đoạt giải |
| 2017 | Giải thưởng Truyền thông Kênh Phim Trung Quốc lần thứ 14                      | Biên kịch hay nhất                         | Bảo Kinh Kinh  | Đoạt giải |
| 2017 | Giải thưởng Truyền thông Kênh Phim Trung Quốc lần thứ 14                      | Nữ phụ xuất sắc nhất                       | Lưu Vịnh Hi    | Đoạt giải |
| 2017 | Diễn đàn phim thế hệ trẻ Trung Quốc lần thứ 12                                | Nam diễn viên mới xuất sắc nhất            | Bành Dục Sướng | Đề cử     |
| 2017 | Diễn đàn phim thế hệ trẻ Trung Quốc lần thứ 12                                | Nữ diễn viên mới xuất sắc nhất             | Từ Lộ          | Đề cử     |
| 2017 | Giải thưởng Ngôi sao Tencent                                                  | Nữ diễn viên điện ảnh đột phá              | Từ Lộ          | Đoạt giải |
| 2017 | Liên hoan phim kỷ nguyên mới                                                  | Nữ diễn viên xuất sắc nhất                 | Từ Lộ          | Đoạt giải |
| 2018 | Giải thưởng của Hiệp hội đạo diễn phim Trung Quốc lần thứ 9                   | Nữ diễn viên xuất sắc nhất                 | Từ Lộ          | Đề cử     |
| 2018 | Giải thưởng của Hiệp hội đạo diễn phim Trung Quốc lần thứ 9                   | Phim điện ảnh hay nhất                     |                | Đề cử     |
| 2018 | Giải thưởng của Hiệp hội đạo diễn phim Trung Quốc lần thứ 9                   | Đạo diễn xuất sắc nhất                     | Vương Nhiên    | Đề cử     |
| 2018 | Giải thưởng của Hiệp hội đạo diễn phim Trung Quốc lần thứ 9                   | Đạo diễn trẻ xuất sắc nhất                 | Vương Nhiên    | Đề cử     |
| 2018 | Giải thưởng của Hiệp hội đạo diễn phim Trung Quốc lần thứ 9                   | Biên kịch hay nhất                         | Bảo Kinh Kinh  | Đề cử     |
| 2018 | Hoa Đỉnh lần thứ 23                                                           | Đạo diễn mới xuất sắc nhất                 | Vương Nhiên    | Đề cử     |
| 2018 | Hoa Đỉnh lần thứ 23                                                           | Diễn viên mới xuất sắc nhất                | Từ Lộ          | Đề cử     |
| 2018 | Liên hoan phim sinh viên đại học Bắc Kinh lần thứ 25                          | Biên kịch hay nhất                         | Bảo Kinh Kinh  | Đề cử     |
| 2018 | Liên hoan phim sinh viên đại học Bắc Kinh lần thứ 25                          | Đạo diễn có tác phẩm đầu tay xuất sắc nhất | Vương Nhiên    | Đề cử     |
| 2018 | Liên hoan phim sinh viên đại học Bắc Kinh lần thứ 25                          | Diễn viên mới xuất sắc nhất                | Bành Dục Sướng | Đề cử     |
| 2018 | Liên hoan phim Trung Quốc lần thứ 14, Giải thưởng Thiên thần vàng             | Nữ diễn viên mới xuất sắc nhất             | Từ Lộ          | Đoạt giải |